# Libocedrus
Libocedrus es un género de árboles coníferas de la familia del ciprés, Cupressaceae, con 5 especies; es nativo de Nueva Zelanda y de Nueva Caledonia. Está estrechamente relacionado con los géneros de Sudamérica Pilgerodendron,  Austrocedrus, y con el género de Nueva Guinea Papuacedrus, ambos incluidos con Libocedrus por algunos botánicos.
Los cuatro géneros juntos forman un ejemplo de distribución de la Flora Antártica. Esos géneros son bastante similares a los géneros del Hemisferio Norte Calocedrus, Thuja: en épocas más tempranas, lo que ahora es Calocedrus estaba a veces incluido en Libocedrus. Están mucho menos estrechamente emparentados, como se confirmó recientemente (Gadek et al. 2000).

## Descripción
Las hojas son escamosas, de 3-7 mm de largo, en aparentes espirales de cuatro (realmente en pares opuestos decusados, pero no igualmente espaciados en distancia, en lugar de los pares sucesivos cercanos se encuentran más separados). Los conos son 8-20 mm de largo, y tienen 2 pares de escamas erectas moderadamente delgadas, cada escama con una púa bien delineada de 3-7 mm de largo en la parte exterior, y llevando dos semillas aladas en la parte interior.
Las dos especies de Nva. Zelanda se conocen frecuentemente por sus nombres en lengua Maorí kawaka (Libocedrus plumosa) y pāhautea (Libocedrus bidwillii), mientras no hay nombre común para las tres especies de Nva. Caledonia.

### Usos
La madera de Libocedrus es blanda, moderadamente resistente a la pudrición de la humedad, y con fragrancia resinosa-especiosa. Las dos especies de Nueva Zelanda son también cultivados como plantas ornamentales.